# Hi-Fi News & Record Review
Hi-Fi News & Record Review — британский ежемесячный журнал, издаваемый холдингом AV Tech Media Ltd, в котором публикуются обзоры аудиофильского оборудования для воспроизведения и записи звука, а также содержится информация о новых продуктах и разработках в области аудио.
Это старейшее hi-fi-издание в мире, берущее своё начало с 1956 года. Несмотря на то, что журнал Gramophone, «мировой авторитет в области классической музыки с 1923 года», может с этим поспорить. Он начал публиковать обзоры аудио-оборудования позже.
Помимо аудиофильского оборудования, в журнале также публикуются обзоры Super Audio CD, а в последнее время — музыкальных FLAC-файлов.